# Греко-персидские войны
Греко-персидские войны (500—449 годы до н. э., с перерывами) — военные конфликты между Ахеменидской Персией и греческими городами-государствами, отстаивавшими свою независимость. Греко-персидские войны иногда называют Персидскими войнами, и выражение это обычно относится к походам персов на Балканский полуостров в 490 году до н. э. и в 480—479 годах до н. э.
В результате греко-персидских войн была остановлена территориальная экспансия Империи Ахеменидов, древнегреческая цивилизация вступила в полосу расцвета и своих высших культурных достижений.

## Название и датировка
Первыми стали выделять греко-персидские войны как исторический период в истории Эллады немецкие историки XIX—начала XX века. В частности, Г. Бузольт в разделе «Персидские войны» описывает взаимоотношения греков с Лидией, Персией и Карфагеном с VII века до н. э. и до изгнания Ксеркса из Греции в 479 году до н. э. К. Ю. Белох в своей «Греческой истории» описал войны греков и персов начала V века до н. э. В отличие от немецких историков, британские учёные этого же времени не выделяли отдельного периода греко-персидских войн, а под «Персидской войной» понимали только поход Ксеркса в 480 году до н. э. Во второй половине XX века Э. Бёрн писал, что греко-персидские войны начались с завоевания Ионии Киром в 546 году до н. э. и закончились последней кампанией Кимона на Кипре. Позднее он изменил свою точку зрения и связал начало войн с началом Ионийского восстания в 499 году до н. э. Эта точка зрения в середине XX века стала более распространённой. Одни историки датировали греко-персидские войны 500/499—449 годами до н. э., другие — 500—479 или даже 490—479 годами до н. э.
Геродот первым из античных писателей называет греко-персидские войны термином τα Μηδικά, который впоследствии станет одним из общепринятых для обозначения этого конфликта. Это название встречается у «отца истории» один раз и впоследствии стало применяться в значении хронологического ориентира, как и Троянская война. Фукидид также использовал в основном это понятие для обозначения конфликта. Этот термин является сокращением от τα Μηδικά πράγματα, что означает «мидийские дела» (или «дела с мидянами», «отношения с мидянами»). Переводят это понятие в изданиях Геродота и Фукидида по-разному. У Фукидида это выражение подразумевает битву при Марафоне 490 года до н. э. и поход Ксеркса 480—479 годов до н. э. Таким образом, окончание войн он относил к 479 году до н. э. и не включал в него события пентеконтаэтии. В IV веке до н. э. этот термин продолжает сохраняться (оно используется в сочинениях Андокида, Ксенофонта и Аристотеля), несмотря на то, что появляется общая тенденция перехода от восприятия персов как мидян к восприятию их как персов.
Определение ό Μηδικός πόλεμος («мидийская война») впервые употребляет Фукидид, подразумевая поход Ксеркса. Диодор Сицилийский относил окончание войны к взятию Сеста в 479 году до н. э. Один раз Фукидид использует термин το μηδικό («мидийское дело»), подразумевая только военные действия против Ксеркса в 480 году до н. э.
В IV веке до н. э. появилась общая тенденция перехода от восприятия персов как мидян к восприятию их как персов. В связи с этим греческие авторы, в частности, Исократ и «Платон», стали называть мидийские войны персидскими. В эллинистический и римский периоды греческие писатели, в частности, Плутарх и Павсаний, стремясь подражать авторам классической эпохи, активно употребляли термин «Мидийские войны». Один раз Фукидид использует определение «Эллинская война», вероятно, для обозначения действий Делосского союза против Персии после 478 года до н. э. Таким образом, древние греки ограничивали греко-персидские войны 490 и 479 годами до н. э.

## Основные этапы
В историографии греко-персидские войны принято делить на две (первая — 492-490 годы до н. э., вторая — 480-479 годы до н. э.) или три войны (первая — 492 до н. э., вторая — 490 до н. э., третья — 480—479 годы до н. э.. Основные события:
- Восстание Милета и других городов Ионии против персидского владычества (500/499—494 до н. э.).
- Вторжение Дария I на Балканский полуостров, окончившееся его поражением при Марафоне (492—490 годы до н. э.).
- Поход Ксеркса I (480—479 годы до н. э.).
- Действия Делосского военного союза против персов в Эгейском море и Малой Азии (478—459 годы до н. э.).
- Афинская экспедиция в Египет и окончание греко-персидских войн (459—449 годы до н. э.).

## Источники

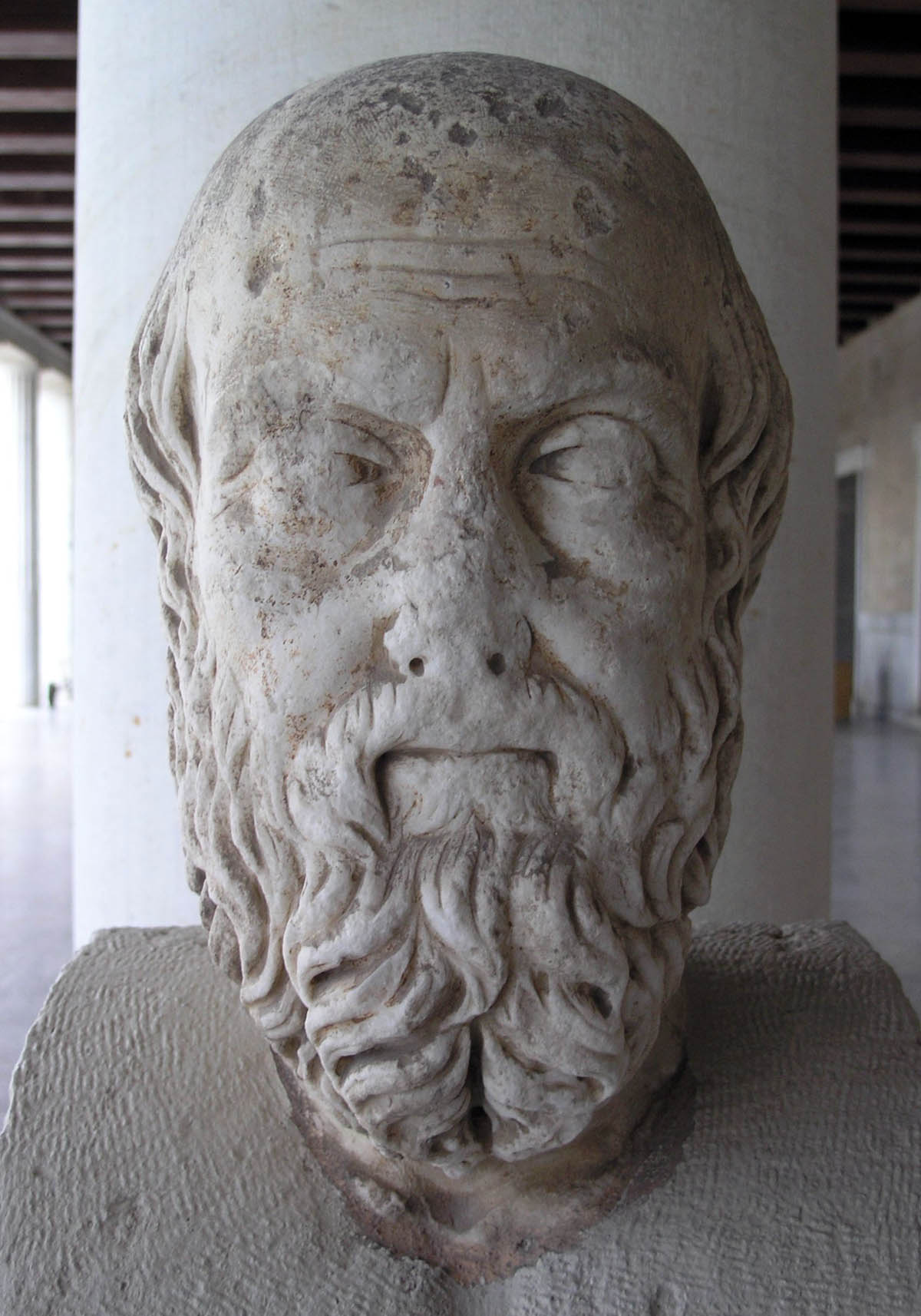
Бюст Геродота

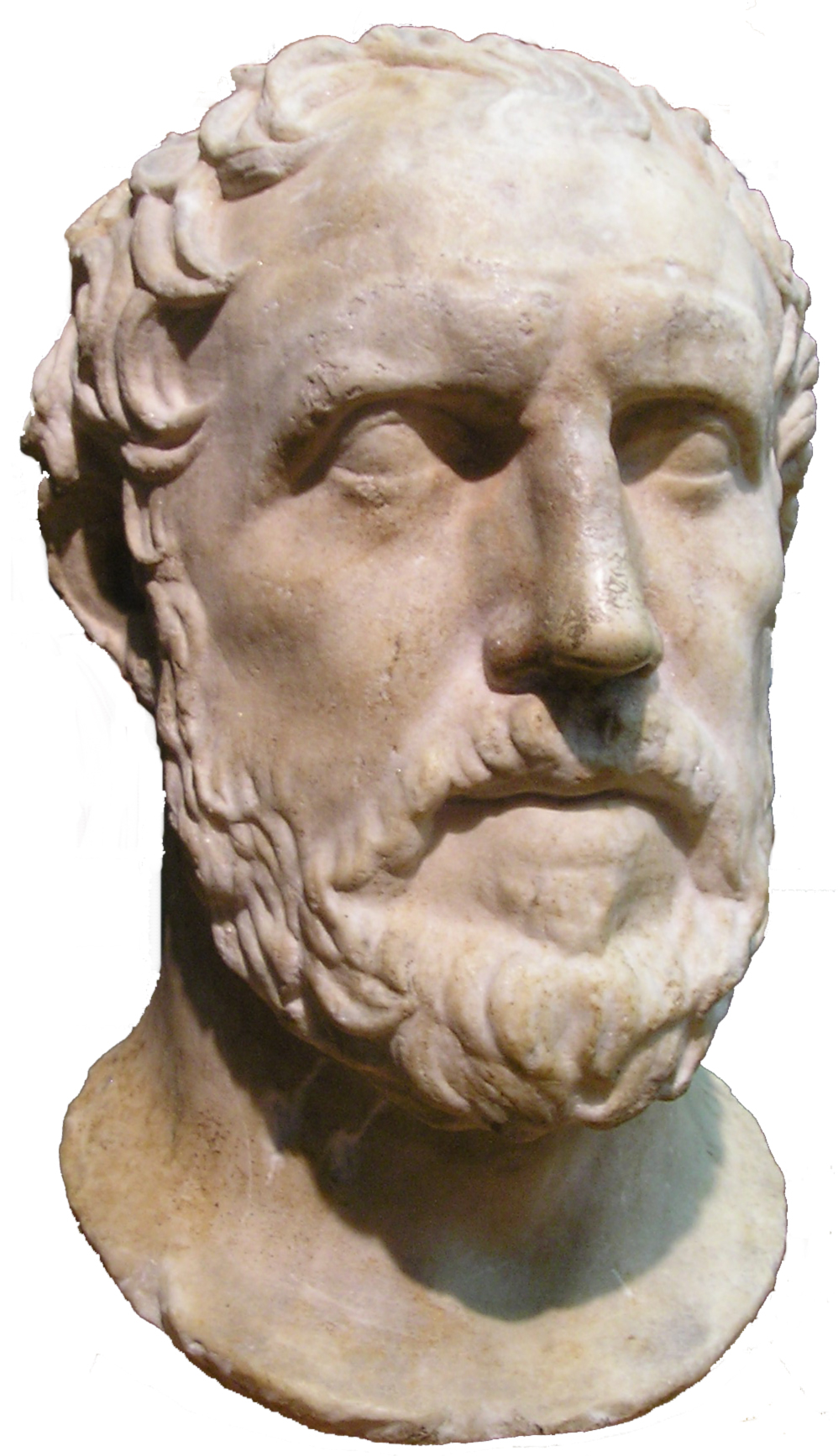
Бюст Фукидида

## Предпосылки
На протяжении Тёмных веков большое количество людей из древнегреческих племён ионийцев, эолийцев и дорийцев переселились на побережье Малой Азии. Ионийцы поселились на побережье Карии и Лидии, а также островах Самос и Хиос, где основали 12 городов. Милет, Миунт, Приена, Эфес, Колофон, Лебед, Теос, Клазомены, Фокея, Эрифры, Самос и Хиос, осознавая свою этническую близость, воздвигли общее святилище Панионий. Таким образом, они основали культурный союз, постановив не допускать в него другие города, в том числе и населённые ионянами. Как указывает Геродот, союз этот был довольно слаб, и никто, кроме Смирны, не стремился вступить в него. Во время правления царя Крёза Иония была завоёвана и вошла в состав Лидии. Крёз предоставил грекам управление внутренними делами и требовал лишь признания своей верховной власти и умеренной дани. Ионийцы приобрели ряд выгод, в связи с чем легко смирились с потерей своей независимости.

Лидия ко времени завоевания её Киром

Правление Крёза завершилось полным завоеванием его царства Киром II Великим, основателем империи Ахеменидов. Во время войны с Крёзом персы отправили ионийцам предложение отделиться от Лидии. Оно было отвергнуто всеми городами, за исключением Милета. После взятия главного города Сарды и пленения Крёза к Киру было отправлено посольство от эллинов, проживавших на побережье Малой Азии. Ионийцы соглашались подчиниться новому властителю на тех же условиях, что и предыдущему. Предложение было отвергнуто: Кир ответил послам притчей о рыбаке, который сначала безуспешно пытался игрой на флейте заманить рыбу на сушу, а, поймав её неводом, приказал бьющейся на земле рыбе «прекратить свою пляску», так как она прежде не захотела плясать под флейту. Согласно Диодору, Кир через своего полководца Гарпага потребовал полного подчинения Персии. Ионийцы не могли принять условий персов и начали готовиться к войне. Договор Милета и Персии, по-видимому, должен был предоставить милетянам автономию в составе Персидской державы, но после воцарения Дария I «особый статус» Милета был отменён.
Спарта, ставшая к тому времени одним из самых могущественных полисов Греции, поддерживала тесные отношения с Лидийским царством, своеобразным итогом чего стал лидийско-спартанский союзный договор, заключённый около 550 года до н. э.. Это событие произошло ещё до начала войны лидийцев с Персией, и с точки зрения спартанцев, договор не был направлен против какого-либо конкретного врага. После начала войны и битвы при Птерии Крёз обратился к спартанцам с просьбой о военной помощи. Спартанцы решили оказать помощь лидийцам, но не успели: во время приготовлений пришла весть о том, что Сарды пали, а сам Крёз взят в плен.
В 545 году до н. э. на собрании ионийских греков в Панионии было решено обратиться к Спарте с просьбой о военной помощи. Ионийскому посольству было отказано в помощи. Вероятно, спартанцы опасались выступать против доселе незнакомого противника, победившего могущественное, как казалось, царство Крёза. Но они, желая сохранить свою репутацию, решили действовать дипломатическими способами. Спартанский посол заявил от имени спартанских властей, что персы не должны начинать военные действия против полисов Ионии и Эолиды, но Кир отверг это предупреждение. После непродолжительного сопротивления все города эллинов на западном побережье попали в полное подчинение к персам.
Во время царствования Камбиза II персам подчинились греческие города Кипра, а также Кирена. В первые годы правления Дария персы захватили Самос.
В 513 году до н. э. из Азии в Европу переправилась большая персидская армия, возглавляемая царём Дарием I. Двигаясь против скифов, персы покоряли греческие города во Фракии. Большинство правителей этих городов, понимая невозможность сопротивления, добровольно признавали зависимость от персов и присоединялись к походу против скифов. Оставленный в Европе с войском Мегабаз приводил к покорности местные города, отказавшиеся подчиниться персам, действуя в районе Геллеспонта и Пропонтиды и по всему северному побережью Эгейского моря, вплоть до Фессалии. Отан, ставший преемником Мегабаза в должности сатрапа Даскилия, продолжил подчинять греческие города на азиатском и европейском берегах Геллеспонта и Пропонтиды.
Отношения Афин и Персии осложнялись следующим обстоятельством: персы приняли изгнанного афинского тирана Гиппия. Афинский лидер Клисфен, опасаясь нападения спартанцев, отправил в 508/507 году до н. э. посольство в Сарды к персидскому сатрапу и брату царя Артаферну. Целью посланников было обеспечение оборонительного союза против спартанцев. Персы потребовали от афинян «земли и воды». Послы согласились. Этот символический акт означал формальное признание своего подчинения. Хотя по возвращении домой в Афины послы подверглись «суровому осуждению», персы стали считать афинян своими подданными, подобно ионийским грекам. Около 500 года до н. э. афиняне отправили новое посольство к Артаферну. Предметом обсуждения было пребывание в стане персов Гиппия, который, согласно Геродоту, предпринимал антиафинскую пропаганду и стремился подчинить город себе и Дарию. Артаферн потребовал вернуть бывшего тирана на родину. Это условие афиняне не могли принять, а требование вернуть Гиппия способствовало возрастанию антиперсидских настроений в Афинах.

## Ионийское восстание

Держава Ахеменидов

Во время правления Аристагора на близлежащем греческом острове Наксос произошло восстание. Демос изгнал ряд богатых граждан, которые отправились в Милет с просьбой о помощи. Они пообещали взять на себя расходы на ведение войны. Аристагор преследовал личные цели и предполагал, что, вернув изгнанников на родину, он сможет стать владыкой богатого и выгодно расположенного острова. Хитрый грек отправился в Сарды к персидскому сатрапу и брату Дария Артаферну и убедил его предоставить войско. Персы снарядили 200 военных кораблей. Персидским военачальником был поставлен Мегабат. Подготовка к военной экспедиции на Наксос проводилась тайно. Официально было объявлено, что флот собирается плыть в противоположном Наксосу направлении к Геллеспонту. Однако между двумя военачальниками — Мегабатом и Аристагором — случилась ссора. Аристагор указал, что номинально он руководит походом и персы должны ему беспрекословно подчиняться. Согласно Геродоту, взбешённый Мегабат отправил на Наксос гонца с предупреждением о грозящем острову нападении. Островитяне успели приготовиться к осаде. В результате, истратив большие средства, после 4-месячной безуспешной осады персы были вынуждены возвратиться домой.
После этой крупной неудачи Аристагор оказался в крайне затруднительном положении. Во-первых, он не выполнил обещания брату царя Артаферну, во-вторых, ему следовало выплатить большие суммы на содержание армии, а в-третьих, ссора с родственником царя Мегабатом могла стоить ему власти над Милетом и даже жизни. Все эти опасения привели Аристагора к мысли поднять восстание против персов. К открытым действиям его подтолкнуло письмо находившегося при дворе царя Гистиея.
На военном совете приверженцев Аристагора было принято решение начать восстание. Восстание быстро распространилось не только на города Ионии, но и на Эолию, Карию, Ликию и даже Кипр. Везде тирания была свергнута, и установлена демократическая форма правления. Зимой Аристагор отправился в европейскую часть Эллады для привлечения союзников. В Спарте царь Клеомен I отказал ему в помощи, а афиняне отправили на помощь повстанцам 20 кораблей. Также эретрийцы снарядили 5 кораблей для помощи повстанцам.
Весной 498 г. до н. э. афиняне и эретрийцы прибыли к повстанцам. Они соединились с их основными силами возле города Эфеса. Аристагор отказался от командования войсками, передав управление своему брату Харопину и некоему Гермофанту. В это время персидские войска шли к Милету, чтобы уничтожить сам очаг восстания. Инсургенты вместо того, чтобы идти на помощь к Милету, направились к столице сатрапии Лидии и одному из важнейших городов империи Сардам. Наместник и брат царя Артаферн был ошеломлён, оказавшись в незащищённом городе. Персидский гарнизон отступил в укрепление. Кто-то из греческих воинов поджёг один из домов. Вскоре огонь охватил весь город. Вместе с жилыми постройками сгорел и храм местной богини Кибелы. Местные жители были разгневаны уничтожением их города и храма почитаемой богини и выступили с оружием против греков. Те были вынуждены отступить к побережью.
Узнав о произошедшем, персидские сатрапы из близлежащих территорий направили свои войска в Сарды. В полуразрушенном городе греков уже не было. Преследуя их, персидская армия настигла отступавших около Эфеса. В последующей битве греки потерпели поражение и были вынуждены отступить. Афиняне, несмотря на увещевания Аристагора, отправились домой.
Взятие и сожжение Сард имели серьёзные последствия. Прослышав о блестящем с виду успехе восстания, многие города в Малой Азии и на Кипре примкнули к нему. Лидийцы восприняли сожжение храма Кибелы как поругание святыни. В столице империи Сузах разорение Сард произвело сильное впечатление. Персы стали действовать быстрее и энергичнее, между тем как без этого события сочли бы восстание более ничтожным. Узнав о произошедшем, Дарий, согласно Геродоту, проникся целью отомстить афинянам.
Под энергичным руководством Артаферна Сарды стали центром военных приготовлений. Так как существовала опасность соединения скифов с восставшими ионийцами, на северо-запад Малой Азии в район Пропонтиды (Мраморного моря) была направлена армия во главе с зятем Дария Даврисом. Действия Давриса были успешными. Ему весьма быстро (согласно Геродоту, на завоевание каждого из городов он тратил один день) удалось захватить Дарданию, Абидос, Перкоту, Лампсак и Пес. Завоевав область Геллеспонта, Даврис отправился покорять восставшую Карию.
В Карии персам удалось одержать две победы — вблизи от места, где река Марсий вливается в Меандр, и около святилища Лабранды. Однако персы не смогли воспользоваться своими успехами. Узнав об их передвижении, карийцы сумели устроить ловушку по пути к городу Педасу, в которой было уничтожено всё войско неприятеля, включая главнокомандующего Давриса. Гибель целой армии заставила персов остановить наступление. Следующие два года (496 и 495 гг. до н. э.) прошли относительно мирно. Ни одна из сторон не проводила активных наступательных действий.
К 494 г. до н. э. персы приготовились к широкомасштабному наступлению. Их целью стало покорение центра восстания Милета. Они собрали большую по античным меркам армию и флот. В их войска были мобилизованы жители ряда покорённых народов, в частности, финикийцы, киприоты, киликийцы и египтяне. Общее командование было возложено на Датиса.
Повстанцы, видя подготовку персов, собрались на совет в Панионии. Было решено не выставлять общего сухопутного войска против персов, возложив защиту Милета на самих милетян. В то же время греческие города согласились снарядить союзный флот для защиты города с моря. По прибытии к Милету персидские военачальники решили, что в первую очередь им необходимо разбить флот, так как в противном случае осада города будет неэффективной. Им удалось внести раздор между греками. В морской битве при Ладе, вследствие измены, эллины были разбиты. Это поражение предопределило дальнейшую судьбу Милета.
После осады город был взят штурмом, победители перебили мужчин, а женщин и детей обратили в рабство.
Во время наступления Давриса в области Геллеспонта и Карии в 497 г. до н. э., армия Артаферна и Отана атаковала Ионию и соседнюю с ней Эолиду. Персам удалось захватить два города — Клазомены и Киму. Однако после поражения Давриса наступательные операции прекратились. Во время наступления персов Аристагор бежал из Милета в колонию своего тестя Гистиея, которую тому подарил Дарий. Вскоре он погиб при осаде некоего фракийского города.
После падения Милета восстание малоазийских городов было за небольшой срок полностью подавлено. После зимовки персы последовательно захватили все города, вышедшие из-под их контроля. Согласно Геродоту, с повстанцами они обращались крайне жестоко, устраивая облавы на людей, превращая молодых мальчиков в евнухов для гаремов, а миловидных девушек отправляли в рабство. Жители некоторых городов покинули свои дома. Среди греков, бежавших от гнева персов, был и Мильтиад, сумевший через несколько лет одержать блестящую победу при Марафоне.

## КампанииДария I

Карта походов в Грецию Дария I

### Поход Мардония
Неудача малоазийского восстания, вызванная отсутствием солидарности между греческими городами, сильно обнадёживала Дария. В 492 году до н. э. зять Дария Мардоний двинулся с огромным войском и сильным флотом на Грецию через Фракию и Македонию. Завоевав остров Тасос, его флот поплыл вдоль берега на запад, но был разбит ужасной бурей у мыса Афон: около 300 кораблей и 20 000 человек погибло. Сухопутное войско Мардония подверглось нападению фракийского племени бригов и понесло громадные потери. Мардоний должен был удовольствоваться покорением Македонии; нападение на Элладу было отложено, но Дарий готовился к новому походу. В 491 году до н. э. в Элладу были отправлены послы персидского царя с требованием воды и земли в знак покорности. Эти символы подчинения были даны не только большей частью островов Эгейского моря, в том числе Эгиной, но и многими городами, например Фивами. Однако в Афинах и Спарте персидские послы были убиты. Уступчивость островов и многих общин материка объясняется не только могуществом Персии, но и борьбой между аристократами и демократами: тираны и аристократы готовы были подчиниться персам, лишь бы только не дать перевеса демократической партии. Национальной независимости греков грозила большая опасность, которая могла быть устранена лишь созданием крупного союза. В греках перед лицом угрозы всеобщего порабощения пробудилось сознание национального единства. Афиняне обратились к Спарте с требованием наказать изменившие города, признавая тем самым её главенство над Грецией.

### Поход Датиса и Артаферна
Дарий отстранил Мардония от командования и назначил на его место своего племянника Артаферна, придав ему опытного полководца мидийца Датиса. Основными целями военной экспедиции были завоевание или подчинение Афин и Эретрии на острове Эвбея, которая также оказывала помощь повстанцам, а также Кикладские острова и Наксос. Согласно Геродоту, Дарий приказал Датису и Артаферну «обратить в рабство жителей Афин и Эретрии и привести пред его царские очи». При экспедиции находился и бывший тиран Афин Гиппий.
Во время экспедиции персидское войско завоевало Наксос и в середине лета 490 г. до н. э. высадилось на острове Эвбея. Когда это произошло, жители Эретрии приняли решение не покидать город и постараться выдержать осаду. Войско персов не ограничилось осадой, а пыталось взять город штурмом. Геродот писал о том, что борьба была ожесточённой, и обе стороны понесли тяжёлые потери. Тем не менее после шести дней боёв два знатных эретрийца, Евфорб и Филагр, предали свой город и открыли ворота врагу. Персы вошли в город, разграбили его, сожгли храмы и святилища в отместку за сожжение Сард. Захваченные в плен граждане были обращены в рабство. С Эвбеи персы через узкий пролив Еврип переправились в Аттику и встали лагерем у Марафона. Марафонская равнина была удобна для действий сильной персидской конницы.
Близкая опасность вызвала в Афинах замешательство. Среди афинян были и сторонники сопротивления, и его противники. Мильтиад сумел организовать мобилизацию всех сил для вооружённого сопротивления, проведя через народное собрание псефисму. Псефисма Мильтиада предусматривала призыв в ряды полисного ополчения всех боеспособных граждан-мужчин, а также освобождение некоторого количества рабов для пополнения войска. Несмотря на все усилия, удалось собрать около 9 тысяч гоплитов. Был послан гонец в Спарту с просьбой о помощи, но спартанцы промедлили, ссылаясь на религиозные предписания. Жители беотийского города Платеи отправили на помощь афинянам всё своё ополчение численностью в одну тысячу человек.
Афинско-платейские войска выступили к Марафону. Ждать в городе персидские войска было невыгодно: стены были не слишком укреплёнными, и в самом городе могли найтись предатели. Афиняне встали лагерем у Марафона недалеко от персов. Номинальным командующим был архонт-полемарх Каллимах, а в подчинении у него было десять стратегов, которые поочерёдно командовали войском, в том числе Мильтиад. Из них он был самым талантливым, самым опытным и самым энергичным. Среди стратегов шли споры о дальнейших действиях против персов. Мильтиад призывал немедленно дать генеральное сражение. Другие высказались за выжидательную тактику, опасаясь превосходства персидских сил. Мнения стратегов разделились: пятеро выступали за сражение, в том числе Мильтиад и Аристид, пятеро — против. Мильтиад убедил Каллимаха в необходимости немедленного сражения. Затем все стратеги вслед за Аристидом уступили свои дни командования Мильтиаду. Мильтиад разработал план сражения и претворил его в жизнь.
Афинское войско заняло позицию на хребте Пентеликон, труднодоступном для нападения, и таким образом перекрыло дорогу от Марафона к Афинам. Персы, имевшие численное превосходство, не стали ни нападать на греков, ни пытаться их обойти. Датис решил посадить воинов обратно на корабли и высадить армию в Фалере, рядом с Афинами. После того, как большая часть персидской конницы и часть персидской пехоты были посажены на корабли, Мильтиад решил атаковать оставшихся на берегу персов. Учитывая двукратное превосходство сил персов, Мильтиад во избежание окружения сильно растянул афинскую фалангу по фронту, укрепив фланги за счёт центра и сконцентрировав на них основные силы, а затем с помощью внезапной стремительной атаки использовал преимущество сомкнутого строя греческих гоплитов над рассыпным строем легковооружённых персов, поддерживаемых конницей и лучниками.

Схема битвы при Марафоне

12 сентября 490 года до н. э. афиняне и платейцы неожиданно для персов атаковали их. Сомкнутый строй греческих гоплитов имел преимущество над рассыпным строем легковооружённых персов, поддерживаемых конницей и лучниками, поэтому греки поначалу теснили персов. Персидские всадники, ошеломлённые натиском греков, так и не смогли принять существенного участия в сражении. Центр греческого войска несколько отступил под давлением превосходящих персидских сил, но это было предусмотрено Мильтиадом. Он отдал приказ флангам развернуться и нанести удар в тыл прорвавшимся в центре персам. Это привело к окружению и истреблению значительной части сил противника. Оставшиеся в живых персы отступили к кораблям и немедленно вышли в море.
Отчалив от Марафона, персидские суда двинулись в обход Аттики, чтобы попытаться захватить Афины: ведь город оставался беззащитным, пока всё полисное ополчение находилось на поле боя, в 42 километрах от него. Однако Мильтиад тут же, без передышки после битвы, совершил со всем войском (оставив на месте лишь небольшой отряд во главе с Аристидом для охраны пленных и добычи) форсированный марш к Афинам в полном вооружении и оказался в них раньше, чем персидский флот. Увидев, что город охраняется сильным войском, персы были деморализованы и, так ничего и не добившись, отправились обратно. Карательная экспедиция персов окончилась провалом.
Афиняне и платейцы под командованием Мильтиада одержали блестящую победу. В бою погибло 192 грека и 6400 персов. Победа подняла боевой дух афинян и впоследствии осталась в их памяти как символ величия Афин.

## Перерыв в войне
После смерти Мильтиада Фемистокл, используя своё влияние на беднейшие слои населения, стал одним из самых влиятельных политиков в Афинах. Промежуток между марафонской битвой и вторжением Ксеркса антиковед Суриков называет «эпохой Фемистокла». В то время как персы собирали армию для завоевания Эллады, афинский политик способствовал созданию мощного флота. У афинян был обычай делить между собою доходы от серебряных рудников в Лаврионе. Собственником этих рудников было государство. После падения тиранов государственное имущество стало считаться собственностью всех граждан. Если после покрытия всех государственных потребностей в кассах оставались значительные суммы, то этот излишек делился между афинянами. Фемистокл предложил направить получаемые средства на постройку кораблей. Предложение было воспринято весьма неоднозначно. Принимая его, каждый афинянин лишался хоть и небольшого, но верного денежного пособия, предоставляемого государством. Готовя корабли для войны с персами, Фемистокл понимал, что афиняне не согласятся с ним, так как не считают разбитых под Марафоном варваров серьёзной угрозой. Поэтому он убедил сограждан, что новые корабли и мощный флот необходимы для войны с Эгиной — островом, который вёл непрерывную войну с Афинами.
Этим планам противостояла аристократия во главе с Аристидом. Внедрение в жизнь планов Фемистокла по созданию 200 кораблей привело к увеличению подённой платы, а также удорожанию жизни. Разногласия между двумя партиями — аристократической и народной — накалились настолько, что было принято решение провести процедуру остракизма, чтобы восстановить спокойствие в городе. Аристид был изгнан, и Фемистокл мог проводить свою политику, не опасаясь его противодействия.
После этой неудачной экспедиции Дарий стал собирать огромное войско для покорения всей Греции. Его планам помешало восстание в Египте в 486 году до н. э., а вскоре Дарий умер. Трон занял его сын Ксеркс. Подавив египетское восстание, Ксеркс продолжил подготовку к походу на Грецию. Войско было собрано из многих народов громадной империи. Согласно Геродоту, оно включало персов, мидян, киссиев, гиркан, ассирийцев, бактрийцев, саков, индийцев, ариев, парфян, хорасмиев, согдийцев, гандариев, дадиков, каспиев, сарангов, пактиев, утиев, миков, париканиев, арабов, эфиопов, ливийцев, пафлагонцев, лигиев, матиенов, мариандинов, сирийцев, фригийцев, лидийцев, мисийцев, фракийцев, писидийцев, кабалиев, милиев, мосхов, тибаренов, макронов, маров, колхов и моссиников. Кроме сухопутного войска у Ксеркса был мощный флот, снаряжённый прибрежными и островными народами, входящими в его государство.
В 481 г. до н. э. состоялся конгресс 30 древнегреческих государств, на котором было принято решение сообща отражать предстоящее вторжение персов. В данном союзе наибольшей военной мощью обладали Афины и Спарта. При этом спартанцы имели сильное сухопутное войско, а афиняне — морской флот, созданный вследствие проведённых Фемистоклом реформ и нововведений. Коринф и Эгина, другие греческие государства с сильным флотом, отказались передавать его под командование афинян. В качестве компромисса командование над морскими силами было возложено на Спарту и её военачальника Еврибиада.

## Поход Ксеркса

Карта походов в Грецию армии Ксеркса

Получив известие о подготовке Ксеркса, греки созвали (481 год до н. э.) на Коринфском перешейке конгресс, на котором участвовали представители Пелопоннесского союза, Афин, Платей, Феспии, Кеоса, некоторых из эвбейских городов. Был провозглашён всеобщий мир, чем завершилась борьба между Афинами и Эгиной. Союзный совет отправил во все свободные греческие города послов, приглашая всех греков к участию в войне и взывая к её национальному характеру. Однако это обращение не имело успеха. Ахайя, Аргос, Фивы, Крит, Керкира, тираны Сиракуз и Акраганта уклонились от участия в будущей войне. Дельфийский оракул давал безрадостные ответы, высказываясь против похода.

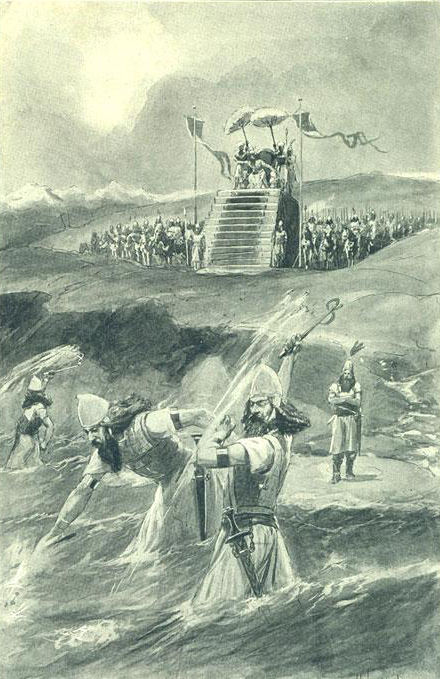
Гравюра начала XX столетия неизвестного автора «Ксеркс наказывает море»

Для переправки огромного войска царь приказал соорудить понтонный мост между Европой и Азией через Геллеспонт. У Ксеркса также были и другие амбициозные планы (в частности, сделать полуостров Айон-Орос островом — прорыть канал для своих судов). Об эксцентричности Ксеркса также свидетельствует его реакция на то, что во время бури был уничтожен недавно построенный мост через пролив. Он приказал палачам сечь море, приговаривая: «О ты, горькая влага Геллеспонта! Так тебя карает наш владыка за оскорбление, которое ты нанесла ему, хотя он тебя ничем не оскорблял». Вместе с тем Ксеркс не потерял чувство реального и по окончании экзекуции заметил: «Как жаль, что стихии подвластны не царям, но только богам!». Однако следующая переправа персидских войск прошла успешно.

### 480 до н. э.
Конгресс греческих полисов собрался вновь весной 480 года до н. э. Представители из Фессалии предложили грекам сделать попытку остановить войско Ксеркса в узком ущелье Темпе на границе Фессалии и Македонии. В Фессалию морем было направлено 10 тысяч гоплитов для защиты ущелья. Симпатизировавший грекам Александр, царь Македонии, который до этого признал верховную власть персидского царя, предупредил войско греков о наличии обходного пути. Через несколько дней греки отплыли обратно. Вскоре после этого Ксеркс со своей армией переправился через Геллеспонт.
После этого афинским стратегом Фемистоклом был предложен другой план действий. Путь в южную Грецию (Беотию, Аттику и Пелопоннес) проходил через узкое Фермопильское ущелье. В нём греческое войско могло удерживать превосходящие по численности силы противника. Для предотвращения обхода ущелья с моря афинским и союзным кораблям следовало контролировать узкий пролив между островом Эвбея и материковой Грецией (впоследствии, практически одновременно с Фермопильским сражением, там состоялась морская битва при Артемисии). Данная стратегия была одобрена общегреческим конгрессом, хотя представители некоторых пелопоннесских городов были не согласны с таким решением. Они считали, что лучшим будет все силы направить на защиту коринфского перешейка, соединяющего Пелопоннесский полуостров с материком. Женщин и детей из оставленных Афин они предлагали эвакуировать в другие города.
Предложение защищать только Коринфский перешеек было неприемлемо для греков из полисов вне Пелопоннеса. Оборона Коринфского перешейка означала сдачу Афин во власть Ксеркса. Афиняне, на что указывал Фемистокл, в таком случае отплыли бы со всем своим флотом в Италию искать новое место для поселения. В случае выхода из войны афинян греки лишились бы большей части своих морских сил. При таком развитии событий персы могли безопасно переправить морским путём свои силы на полуостров и атаковать греческие войска на перешейке с тыла. Сходные с Фемистоклом мысли высказывала царица Артемисия, советовавшая Ксерксу двинуться с войсками на Пелопоннес.
Для греков основной задачей было задержать продвижение персидской армии на территорию Эллады. При обороне узкого Фермопильского прохода греки могли надеяться решить эту стратегическую задачу. Расположив свои силы в самых узких местах на пути морской и сухопутной армий Ксеркса (Фермопилы и пролив около мыса Артемисий), греки нивелировали численное превосходство противника. В отличие от греков персы не могли стоять на месте, так как для снабжения их армии требовалось большое количество пищи, которая добывалась на занятых территориях. Поэтому персам для успеха кампании было необходимо прорваться через Фермопильское ущелье.
Персидской армии, численность которой современные историки оценивают в 200—250 тысяч человек, противостояло, по различным данным от 5200 до 7700 греков. В первые 2 дня сражения греки успешно отбивали атаки персов в узком ущелье, но к последнему, 3-му дню сражения большинство защитников ушло, опасаясь окружения. На месте остались лишь отряды спартанцев, феспийцев и фиванцев, общим числом около 500 воинов. Из-за предательства местного жителя персы зашли к грекам в тыл и уничтожили их.
Согласно Геродоту, в проливе между островом Эвбея и материком, около мыса Артемисий, собрался 271 греческий корабль. Во время этой битвы погодные условия для греков оказались крайне благоприятными. По пути к Артемисию персидский флот попал в сильный шторм, во время которого разбилось много кораблей. Когда эллины увидели огромный флот противника, то они устрашились и решили бежать. Фемистокл выступил резко против этого предложения. Он сумел убедить остальных эллинов.
Видя перед собой небольшой греческий флот, персы считали свою победу неоспоримой. Для того, чтобы не допустить бегство греков, они решили отправить 200 кораблей в обход Эвбеи. Планы персов стали известны грекам от перебежчика. Не дожидаясь окружения, союзный флот эллинов неожиданно для персов напал на их основные силы и нанёс им существенный урон. С наступлением темноты начался шторм, в результате которого находившиеся в открытом море 200 персидских кораблей, плывших для окружения греков, разбились о прибрежные скалы.
Греки продолжали 2 дня успешно атаковать персидский флот, пока не получили сообщение о гибели царя Леонида и 300 спартанцев в Фермопильском сражении. После этих печальных для эллинов новостей они стали отступать.

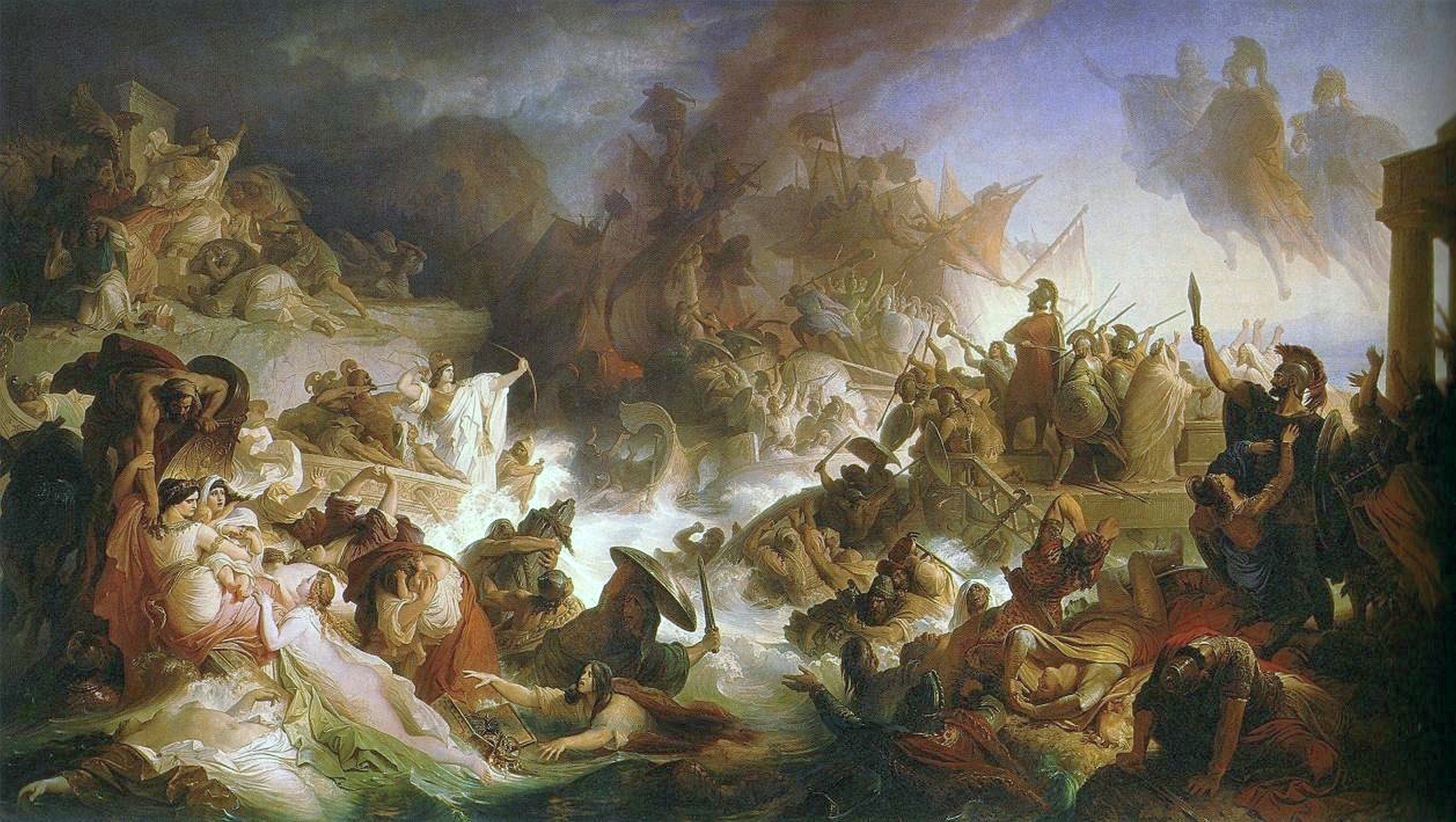
Картина Вильгельма фон Каульбаха «Битва при Саламине» 1868 года

После поражения греков под Фермопилами путь на Афины и Пелопоннес для персов был открыт. Воины из пелопоннесских городов стали в спешном порядке собираться на Коринфском перешейке и укреплять его. От Артемисии союзные корабли отплыли к острову Саламину. У Фемистокла возник план действий, который в конечном итоге обеспечил победу греков над персами. Чтобы воплотить его в жизнь, ему пришлось проявить всю свою хитрость и ораторский дар.
Незадолго до вступления персов на территорию Аттики афиняне отправили послов в Дельфы, чтобы спросить у оракула о дальнейших событиях. Пророчество оказалось самым мрачным и предвещало неминуемую гибель. Такой ответ оракула глубоко опечалил послов. Они решили вернуться к оракулу в качестве «умоляющих бога о защите». Следующее прорицание пифии оказалось не намного лучше. Однако оракул содержал фразы, которые затем успешно использовал Фемистокл для того, чтобы убедить афинян переселиться на расположенный рядом с Афинами остров Саламин:
Лишь деревянные стены даёт Зевес Триптогенее 
Несокрушимо стоять во спасенье тебе и потомкам
Остров божественный, о Саламин, сыновей своих жён ты погубишь
Фемистокл сумел на народном собрании убедить афинян, что «деревянные стены» — афинские корабли, а «гибель сыновей» относится к персам, так как в ином случае оракул сказал бы «несчастный Саламин», а не «божественный». В 1960 году была найдена и опубликована табличка с декретами Фемистокла. Её содержание во многом совпадает с записями античных классиков. В ней говорится о мобилизации всего мужского населения, об эвакуации женщин, стариков и детей на остров Саламин и в Трезен, о возвращении изгнанных из Афин граждан для общей борьбы.
Во время всеобщей неразберихи из храма пропала как священная змея, так и драгоценная эгида Афины. Фемистокл и эти события сумел использовать для воплощения своих планов. Он объяснил пропажу змеи тем, что богиня покинула город и указывает афинянам путь к морю. Для поиска драгоценности Фемистокл приказал обыскивать поклажу граждан и изымать чрезмерное количество денег, которые убегающие из города жители увозили с собой. Эти средства переходили в общественное пользование, и ими выплачивалось жалованье экипажам кораблей.
Плутарх весьма подробно описывает колебания греков за несколько дней до битвы. Главным начальником флота был спартанец Еврибиад. Он хотел сняться с якоря и плыть к Коринфскому перешейку, на котором находилось сухопутное войско пелопоннесцев. Фемистокл понимал, что узкие проливы нивелируют численное превосходство флота Ксеркса. Соответственно он возражал Еврибиаду.
Своими доводами Фемистокл смог на несколько дней отсрочить отплытие союзного флота. Однако, когда неприятельский флот подошёл к Фалерской гавани, а на берегу появилось громадное персидское войско, греки решили бежать. Фемистокл, недовольный тем, что эллины упустят возможность воспользоваться выгодами местоположения и узких проливов, решился на беспрецедентную для мировой истории хитрость. Он отправил одного из своих доверенных рабов, Сикинна, перса по национальности, к Ксерксу с сообщением:
Афинский военачальник Фемистокл переходит на сторону царя, первый извещает его о том, что эллины хотят бежать, и советует не дать им убежать, а напасть на них, пока они находятся в тревоге по случаю отсутствия сухопутного войска, и уничтожить их морские силы.

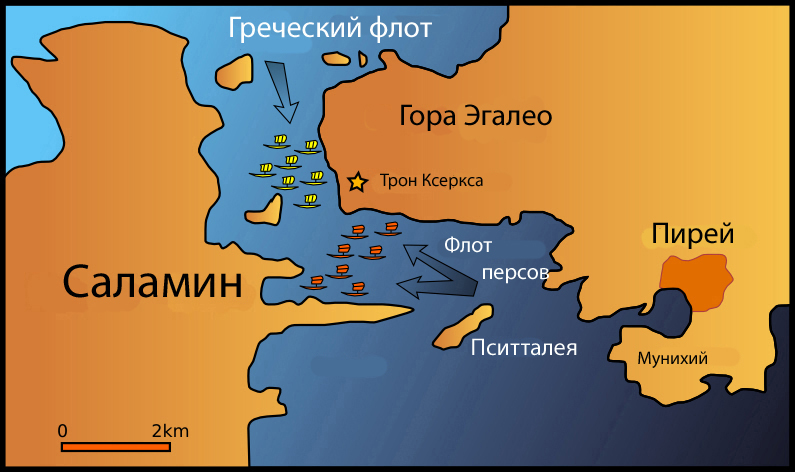
Битва при Саламине

Ксеркс повелел созвать военный совет и обсудить планы дальнейшего завоевания Греции. Большинство военачальников советовало дать грекам сражение в узких проливах около Саламина. Лишь сопровождавшая войско персов царица Артемисия советовала отказаться от сражения. Согласно Геродоту, приводимые ею доводы были весьма схожими со словами Фемистокла. Она просила передать Ксерксу, что, согласно её мнению, греческий флот долго сопротивляться не сможет и эллины вскоре разбегутся по своим городам. Продвижение в сторону Пелопоннеса и Коринфского перешейка принесёт армии персов безоговорочную победу. Ксеркс решил последовать мнению большинства военачальников и навязать эллинам сражение.

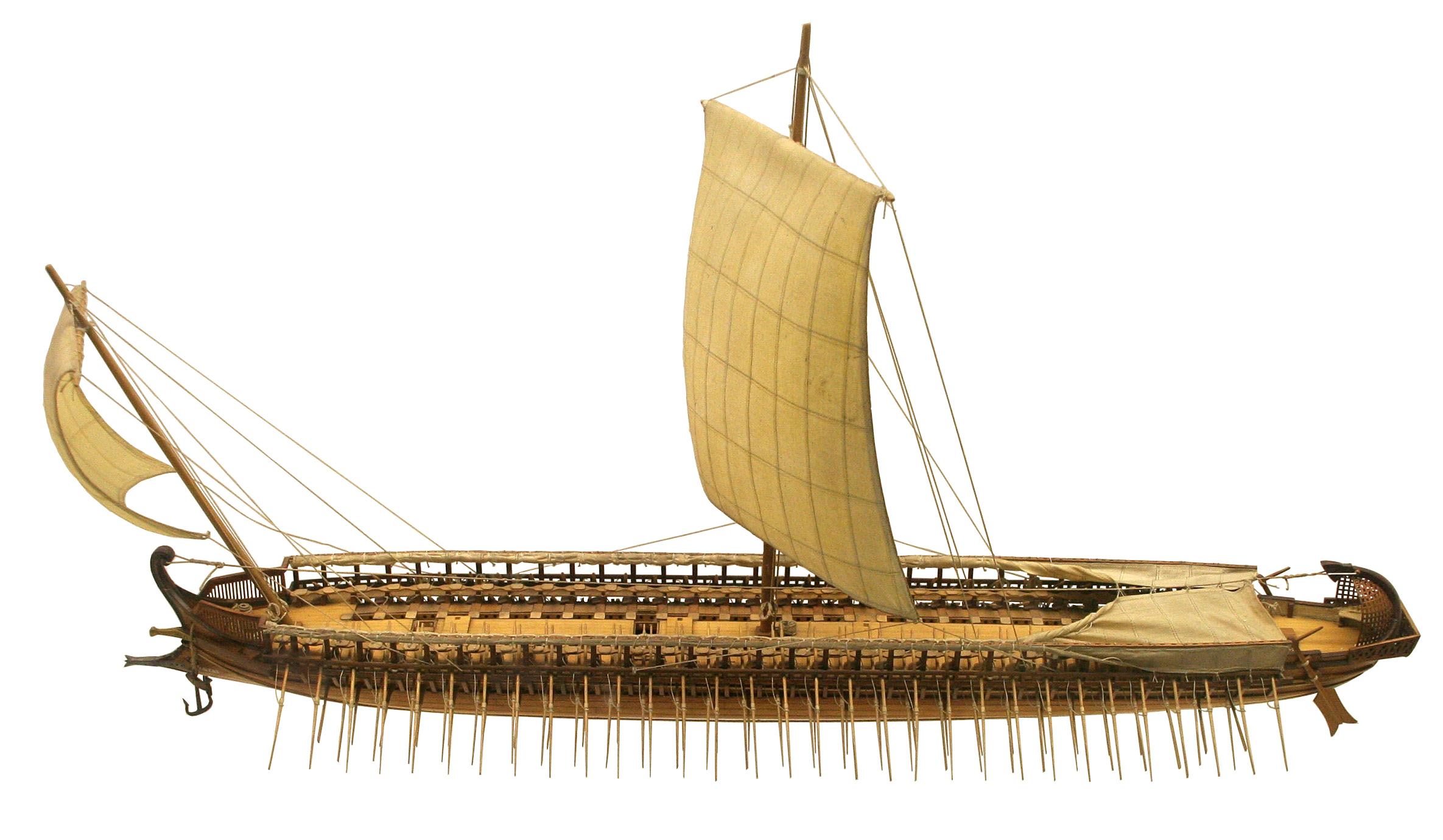
Модель триремы V века до н. э.

Пока военачальники эллинов продолжали жаркий спор, персы начали их окружение. Во время этих споров с Эгины прибыл Аристид, с трудом избежав преследования персидских сторожевых кораблей. Когда греки поняли, что их окружили, то им уже ничего не оставалось, кроме как готовиться к сражению.
В результате битвы греки, используя узость проливов, смогли разбить превосходящие силы персов. Битва при Саламине стала поворотным событием в греко-персидских войнах. Многие историки называют битву при Саламине одним из самых важных сражений истории. Греки, ранее уступавшие персам как в сухопутных, так и морских силах, получили преимущество на море. Согласно Геродоту, Ксеркс испугался, что греческие корабли поплывут к Геллеспонту и преградят ему путь обратно. Согласно Плутарху, после сражения между греческими военачальниками состоялся совет. Фемистокл предложил разрушить мосты в Геллеспонте, чтобы «захватить Азию в Европе». Аристид оппонировал ему, сказав, что, запертые на Балканском полуострове, персы будут сражаться более ожесточённо. Фемистокл согласился с Аристидом и для того, чтобы поскорее изгнать Ксеркса из Греции, предпринял очередную хитрость. Он отправил к царю лазутчика с сообщением о том, что греки хотят разрушить мосты. Испуганный Ксеркс стал поспешно отступать.

### Битва при Платеях
Один из главных военачальников Ксеркса Мардоний обратился к царю с просьбой оставить ему часть сухопутного войска для дальнейшей войны. После недолгих раздумий Ксеркс согласился. Мардоний со своей армией остановился на зимние квартиры в Фессалии и Беотии, а афиняне смогли вернуться в разграбленный город. Зимой греческие союзники вновь собрались в Коринфе для празднования победы и обсуждения дальнейших военных действий.
Афины оказались в сложном положении ввиду близкой опасности со стороны персидской армии Мардония, в то время как спартанцы находились на Пелопоннесе и строили оборонительные сооружения на Истме. Мардоний вступил в переговоры с афинянами и предложил им сепаратный мир. При обсуждении в Народном собрании Аристид настоял на том, чтобы отказать персам. Тогда Мардоний занял Афины, а афинянам вновь пришлось эвакуироваться на Саламин. В Спарту по предложению Аристида было отправлено посольство (Кимон, Ксантипп и Миронид) с требованием о помощи. Была высказана угроза, что в случае отказа «афиняне сами найдут средство спасения». В результате войско во главе с регентом малолетнего сына погибшего царя Леонида Плистарха Павсанием отправилось в поход.
В Беотию было направлено афинское ополчение численностью 8 тысяч человек под командованием Аристида. Плутарх утверждал, что Аристид был стратегом-автократором (стратегом с неограниченными полномочиями на время ведения боевых действий). Битва при Платеях закончилась сокрушительным поражением персов.

## Дальнейший ход войны
По преданию, в тот же день, в день битвы при Платеях, флот союзников победил деморализованные остатки персидского флота в битве при Микале. Это ознаменовало собой конец персидского вторжения и начало следующего этапа греко-персидских войн, греческого контрнаступления. После Микале греческие города Малой Азии снова восстали, и персы не смогли вернуть их в состав своей державы. Флот союзников затем отплыл в Херсонес, занятый персами, и осадил и захватили город Сест. В следующем году, 478 г. до н. э., союзники отправили силы для захвата города Византия (современный Стамбул). Осада закончилась успешно, но грубое по отношению к союзникам поведение спартанского полководца Павсания привело к недовольству многих союзников и стало причиной отзыва Павсания.
После осады Византия Спарта стала стремиться к выходу из войны. Спартанцы считали, что после освобождения материковой Греции и греческих городов Малой Азии цель войны была достигнута. Существовало также мнение, что невозможно обеспечить независимость азиатских греков. В Эллинском союзе греческих городов-государств, который боролся против сил Ксеркса, доминировали Спарта и Пелопоннесский союз. После выхода Спарты из войны руководство греческими силами перешло к афинянам. Съезд собрался на священном острове Делос, чтобы создать новый союз для продолжения борьбы с персами. Этот союз, в который входили многие из островов Эгейского моря, официально назывался «Первым афинским союзом», более известен в историографии как Делосский союз. Согласно Фукидиду, официальной целью союза было «отомстить Варвару за причинённые им бедствия опустошением персидской земли». Силы Делосского союза в следующем десятилетии изгоняли оставшиеся персидские гарнизоны из Фракии, а также расширяли территории, контролируемые Делосским союзом.
После поражения персидских сил в Европе афиняне стали расширять союз в Малой Азии. Острова Самос, Хиос и Лесбос, вероятно, стали членами Эллинского союза после битвы Микале и, предположительно, были одними из первых членов Делосского союза. Тем не менее не ясно, когда именно другие города Ионии или другие греческих города Малой Азии присоединились к союзу. Фукидид свидетельствует о присутствии ионийцев в Византии в 478 г. до н. э., так что вполне возможно, что некоторые из ионийских городов присоединились к союзу в начале 478 г. до н. э. Афинский политик Аристид, по одной из версий, умер в Понте (ок. 468 до н. э.), куда отплыл по общественным делам. Так как Аристид был ответственным за то, чтобы каждый член союза платил взнос, эта поездка может быть связана с расширением союза в Малой Азии.
В 477 г. до н. э. Кимон проводит свою первую успешную военную операцию. Осада города Эйона в устье реки Стримона закончилась тем, что осаждённые персы подожгли город и погибли в огне. Взятие города позволило грекам начать колонизацию привлекательного стримонского региона.
В 476 г. до н. э. Кимон провёл ещё одну удачную военную кампанию. Захватив Скирос, остров в северо-западной части Эгейского моря, он изгнал обосновавшихся там пиратов, которые препятствовали нормальному развитию морской торговли. Согласно легендам, на острове был убит мифологический герой и бывший царь Афин Тесей. После усердных поисков Кимон заявил о том, что им найдены останки Тесея. Вне зависимости от того, принадлежали ли доставленные в Афины кости самому Тесею, или нет, данный эпизод прибавил Кимону популярности в народе.
В 471 г. до н. э. изгнал из Византия спартанского регента Павсания. Бывший победитель битвы при Платеях вышел из-под контроля. Он самовольно захватил данный стратегически важный город и управлял им как тиран. Такое положение никого не устраивало, в том числе и спартанцев. Захваченный город вошёл в состав Делосского союза, ещё более усилив афинское могущество. Со взятием Византия связана легенда, согласно которой Кимон во время дележа добычи приказал с одной стороны поставить пленных персов, а с другой положить их золотые украшения. После этого он предложил союзникам выбрать любую из частей, с тем чтобы другая досталась афинянам. Все сочли тогда, что этим дележом Кимон выставил себя на посмеяние. Союзники уносили драгоценности, а афинянам достались нагие тела мало привычных к физическому труду людей. Вскоре друзья и родственники пленных стали выкупать их. Это позволило Кимону собрать весьма большие средства.
Вскоре после изгнания Фемистокла Кимон одержал одну из самых громких побед греко-персидских войн в битве при Эвримедонте. Ему удалось за один день одержать «тройную» победу в двух морских и одном сухопутном сражениях над превосходящими силами противника.
Афинянам стало известно, что в устье реки Эвримедонт (на юго-западе Малой Азии) собираются крупные морские и сухопутные силы персов, предназначенные для вторжения в Элладу. Во главе флота из 200 кораблей Кимон прибыл к месту дислокации персов и застал их врасплох. Большинство персов находилось на берегу. В связи с этим грекам удалось разгромить вражеский флот и взять в плен 200 триер. Персы в сложившейся ситуации медлили, так как ожидали пополнение 80-ю кораблями финикийцев, которые были на подходе к месту сражения. Греки, высадившись на берег, навязали бой врагу и разбили сухопутное войско. На этом сражение не закончилось. По приказу главнокомандующего греки вновь сели на корабли и разбили подходящий к Эвримедонту финикийский флот.
Сокрушительное поражение при Эвримедонте заставило персидского царя пойти на переговоры. В Сузы отправилось посольство афинян, которым руководил зять Кимона, Каллий. Детали заключённого мирного договора (де-факто перемирия, которое имеет название Кимонов мир) неизвестны, но его условия явно были выгодны для афинян.
Промежуток времени между битвой при Эвримедонте (469 или 466 год до н. э.) и египетской экспедицией афинян (459—454 до н. э.), составлявший не менее 10 лет, характеризовался отсутствием военных действий между персами и греками. Как раз в это время между спартанцами и афинянами (бывшими союзниками по антиперсидской коалиции) разгорелся военный конфликт — малая Пелопоннесская война.
В 450 — 449 годах до н. э. Кимон снова выступил против персов, но в том же году он умер, оставив о себе память последнего великого вождя в греко-персидских войнах. Несмотря на двойную славную победу греков при Саламине, Афины должны были отказаться от наступательных действий против Персии, так как им предстояли трудные задачи внутри государства и уже началась роковая для Афин вражда со Спартой.

## Каллиев мир

Афины и их союзники

После неудач египетской экспедиции, военного похода на Кипр, гибели Кимона военные действия становились бесперспективными как для Афинского морского союза, так и для Персидской державы. Обе стороны осознавали, что находятся в положении цугцванга, потому и решено было заключить мир. Главой делегации афинян, прибывшей в 449 г. до н. э. в Сузы к Артаксерксу I, вновь был назначен Каллий. По имени главы делегации договор получил название «Каллиев мир».
Главным условием мирного договора было разграничение персидской и афинской сфер влияния. На юге граница прошла в районе юго-западного побережья Малой Азии, на севере — у входа в Чёрное море. Таким образом, персидский царь обязывался не вводить свой флот в Эгейское море. Сухопутная граница в Малой Азии проходила на расстоянии приблизительно 75 — 90 км от моря (один дневной путь конного всадника). Мирный договор также предусматривал официальное признание империей Ахеменидов независимости ионийских греческих городов на малоазийском побережье Эгейского моря, а фактически — их подчинение Афинам. С афинской стороны договор содержал обязательство не вторгаться больше на территории, которые вошли в зону контроля Персии, и не пытаться расширить сферу своего влияния на восток далее установленных границ. Данный мирный договор оказался весьма прочным. В связи с этим договор 449 г. до н. э. традиционно считается завершением греко-персидских войн.

## Итоги войны
Персия лишилась владений в Эгейском море, на побережье Геллеспонта и Босфора, признала политическую независимость полисов Малой Азии.
Греко-персидские войны имели большое значение для Греции. Они ускорили развитие греческой культуры, внушили грекам осознание своего величия. В своих успехах греки видели победу свободы над рабством. Народная независимость и общественная свобода, связанные с развивавшейся демократией, были спасены. Так как преимущество оказалось на стороне афинской демократии, то после греко-персидских войн почти все греческие государства были охвачены демократическим движением. Афины превратились в великую морскую державу и стали центром Греции, культурным, политическим, интеллектуальным и экономическим

## Дальнейшие конфликты между греками и персами
Хотя греко-персидские войны закончились, греки и персы продолжали конфликтовать, вмешиваясь в дела друг друга. Персы вступили в Пелопоннесскую войну в 411 до н. э., договорившись о взаимной защите со Спартой и об объединении их военных контингентов против Афин. Взамен Спарта должна была отдать персам контроль над Ионией.
В 404 до н. э., когда Кир Младший попытался захватить персидский трон, он завербовал 13 000 греческих наёмников, из которых Спарта послала 700—800, полагая, что они не нарушали соглашения и не сознавали истинную цель армии. После поражения Кира Персия попробовала восстановить контроль над ионийскими городами-государствами. Ионийцы отказались сдаться и просили Спарту о помощи, которую она обеспечила. Афины примкнули к персам, развязав Коринфскую войну. Спарта была в конечном счёте вынуждена оставить Ионию, и персидские власти добились своего по Анталкидову миру. Никакая другая греческая сила не воевала с Персией в течение почти 60 лет до Филипа II Македонского, который в 338 до н. э. образовал союз против Персии, названный οι Ελληνες (Эллинским) или Коринфским и начал вторжение в западную часть Малой Азии. Но македонский царь был убит прежде, чем смог выполнить свой план. Его сын, Александр III Македонский переправился через Геллеспонт в 334 до н. э. с 38 000 солдат. В течение трёх лет его армия завоевала Персидскую империю и покончила с династией Ахеменидов, принеся греческую культуру землям до реки Инд.

## Греко-персидские войны в культуре и искусстве
В связи с тем, что греко-персидские войны в основном известны из греческих источников и впервые были романтизированы древнегреческими драматургами и поэтами, в культуре преобладает показ событий с точки зрения греков. Как правило, греки в произведениях искусства выступают положительными героями, а персы — отрицательными.
Фриних вскоре после взятия персами Милета поставил на афинской сцене трагедию «Взятие Милета». В трагедии Эсхила «Персы» (472 год до н. э.) описывается победа греков при Саламине.

### Исторические романы
Греко-персидские войны описываются в исторических романах:
| Автор             | Название книги | Описание                                                                  |
| ----------------- | -------------- | ------------------------------------------------------------------------- |
| Стивен Прессфилд  | Врата огня     | Книга в основном посвящена Фермопильскому сражению                        |
| Любовь Воронкова  | Герой Саламина | Книга о Фемистокле, участнике греко-персидских войн.                      |
| Виктор Поротников | Фемистокл      | Исторический роман о Фемистокле, полководце времён греко-персидских войн. |

### Кино
| Фильм                           | Дата | Описание |
| ------------------------------- | ---- | --- |
| Триста спартанцев               | 1962 | исторический фильм о Фермопильском сражении с элементами мелодрамы. Отличается от фильма 2006 года относительной исторической достоверностью.                                                     |
| 300 спартанцев                  | 2006 | экранизация комикса (графического романа) Фрэнка Миллера, рассказывающего об истории 300 спартанцев в фантастической обработке.                                                                   |
| 300 спартанцев: Расцвет империи | 2014 | мидквел экранизации комикса (графического романа) Фрэнка Миллера. Действия фильма разворачиваются до, во время и после событий первого фильма, рассказывая о битвах при Артемисии и при Саламине. |